# Ghesquierellana hirtusalis
Ghesquierellana hirtusalis is een vlinder uit de familie van de grasmotten (Crambidae), uit de onderfamilie van de Spilomelinae. De wetenschappelijke naam van deze soort is voor het eerst voorgesteld als Botys hirtusalis door de Britse entomoloog Francis Walker in een publicatie uit 1859.

## Verspreiding
De soort komt voor in Gambia, Mali, Sierra Leone, Liberia, São Tomé en Principe, Ethiopië, Congo-Kinshasa, Oeganda, Zambia, Mozambique, Namibië, Zimbabwe, Zuid-Afrika, Comoren, Madagaskar, Réunion.

## Waardplanten
De rups leeft op diverse soorten van het geslacht Ficus (Moraceae) waaronder Ficus capensis, Ficus carica, Ficus mauritiana, Ficus mucuso, Ficus sur, Ficus trichopoda, Ficus vallis-choudae en verder op soorten van het geslacht Gossypium (Malvaceae).